# Louise Contat
Louise-Françoise Contat (Parigi, 16 giugno 1760 – 9 marzo 1813) è stata un'attrice teatrale francese.

## Biografia
Debuttò alla Comédie-Française nel 1766 nel ruolo di Atalide in Bajazet di Jean Racine. Tuttavia fu in una commedia che ottenne il primo successo, nel ruolo di Suzanne ne Le nozze di Figaro di Beaumarchais, oltre che in piccole parti di personaggi minori che lei riuscì a far diventare di grande importanza. Ebbe grande successo anche nei ruoli di soubrette in opere di Molière e Pierre de Marivaux, dove le parti erano scritte in modo da far emergere il suo talento.
Da Louis Marie Jacques Amalric, conte di Narbonne-Lara, militare e diplomatico, ebbe una figlia, Louise Amalrique Bathilde Isidore Contat de Narbonne-Lara, nata a Saint Pierre de Chaillot (Parigi), il 21 settembre 1788, che sposò a Parigi, il 2 dicembre 1811 l'olandese Jan Frederik Abbema, dal quake ebbe un figlio, Émile, visconte d'Abbéma, che ebbe una sola figlia da sua moglie Henriette Anne d'Astoin named Louise Abbéma.
Bouillet scrisse di lei "Ha interpretato la commedia alla perfezione e ha fatto notare alla gente la flessibilità del suo talento, riuscendo ugualmente come grande coquettes e soubrette". Ebbe una gran parte nel successo delle opere di Marivaux e Beaumarchais. Lasciò il teatro nel 1808, e nel 1809 sposò de Parny, nipote del poeta Évariste de Parny.
Sua sorella Marie Émilie Contat (1769-1846), fu una notevole soubrette, specialmente come il servitore attento disegnato da Molière e de Regnard, che fece il suo debutto nel 1784 e si ritirò, nel 1815.